# Lara Koller
Lara Koller (* 2007) ist eine deutsche Schauspielerin.

## Leben und Karriere
Koller stand bereits im Alter von drei Jahren für Werbespots vor der Kamera. 2015 war sie an der Seite von Marlon Kittel in dem Film Nach der Wahrheit zu sehen. 2024 folgte eine Episodenhauptrolle in dem Tatort Letzter Ausflug Schauinsland. 
Koller lebt in Rommelshausen, einem Ortsteil von Kernen im Remstal, und strebt ihr Abitur an.

## Filmografie
- 2015: Nach der Wahrheit
- 2018: Ingenium
- 2024: Tatort: Letzter Ausflug Schauinsland (Fernsehreihe)